# Guéreins
Guéreins [ɡeʁɛ̃] est une commune française située dans le département de l'Ain, en région Auvergne-Rhône-Alpes. Elle appartient à l'unité urbaine de Belleville-en-Beaujolais, au nord de l'aire urbaine de Lyon.

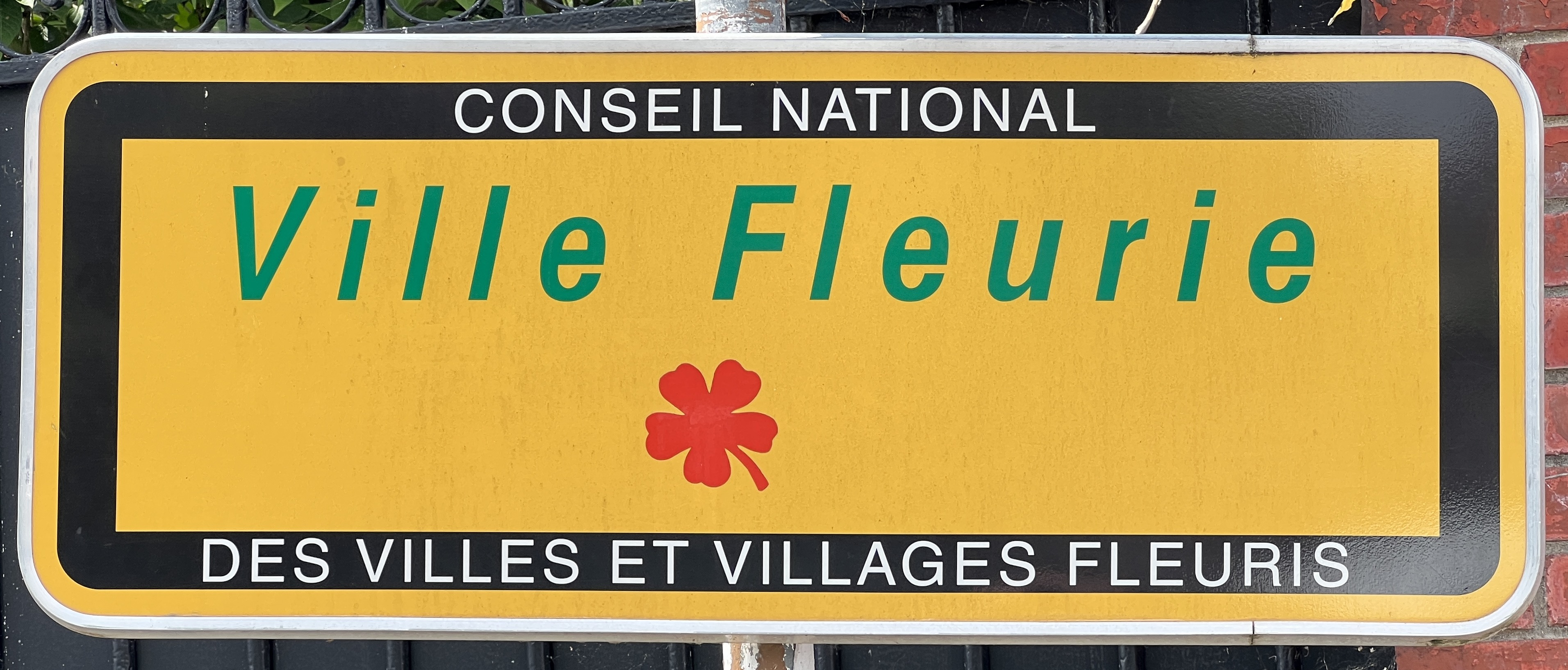
La récompense "Ville Fleurie", également connue sous le nom de "Villes et Villages fleuris, anciennement appelée concours, a été créée en 1959 en France pour promouvoir le fleurissement, l'environnement de vie et les espaces verts.

## Géographie
Commune située sur la rive gauche de la Saône.

### Climat
Pour des articles plus généraux, voir Climat d'Auvergne-Rhône-Alpes et Climat de l'Ain.
En 2010, le climat de la commune est de type climat océanique altéré, selon une étude du CNRS s'appuyant sur une série de données couvrant la période 1971-2000. En 2020, Météo-France publie une typologie des climats de la France métropolitaine dans laquelle la commune est exposée à un climat de montagne ou de marges de montagne et est dans la région climatique Bourgogne, vallée de la Saône, caractérisée par un bon ensoleillement (1 900 h/an), un été chaud (18,5 °C), un air sec au printemps et en été et des vents faibles.
Pour la période 1971-2000, la température annuelle moyenne est de 11,6 °C, avec une amplitude thermique annuelle de 17,8 °C. Le cumul annuel moyen de précipitations est de 806 mm, avec 9,3 jours de précipitations en janvier et 6,9 jours en juillet. Pour la période 1991-2020, la température moyenne annuelle observée sur la station météorologique de Météo-France la plus proche, « St-Georges-Reneins », sur la commune de Saint-Georges-de-Reneins à 7 km à vol d'oiseau, est de 12,2 °C et le cumul annuel moyen de précipitations est de 723,2 mm,. Pour l'avenir, les paramètres climatiques de la commune estimés pour 2050 selon différents scénarios d'émission de gaz à effet de serre sont consultables sur un site dédié publié par Météo-France en novembre 2022.

## Urbanisme

### Typologie
Au 1er janvier 2024, Guéreins est catégorisée ceinture urbaine, selon la nouvelle grille communale de densité à 7 niveaux définie par l'Insee en 2022.
Elle appartient à l'unité urbaine de Belleville-en-Beaujolais, une agglomération inter-départementale dont elle est une commune de la banlieue,. La commune est en outre hors attraction des villes,.

### Occupation des sols
L'occupation des sols de la commune, telle qu'elle ressort de la base de données européenne d’occupation biophysique des sols Corine Land Cover (CLC), est marquée par l'importance des territoires agricoles (60 % en 2018), en diminution par rapport à 1990 (63,2 %). La répartition détaillée en 2018 est la suivante : 
zones urbanisées (28 %), zones agricoles hétérogènes (23,2 %), terres arables (18,9 %), prairies (17,9 %), forêts (7,5 %), eaux continentales (4,5 %).
L'évolution de l’occupation des sols de la commune et de ses infrastructures peut être observée sur les différentes représentations cartographiques du territoire : la carte de Cassini (XVIIIe siècle), la carte d'état-major (1820-1866) et les cartes ou photos aériennes de l'IGN pour la période actuelle (1950 à aujourd'hui).

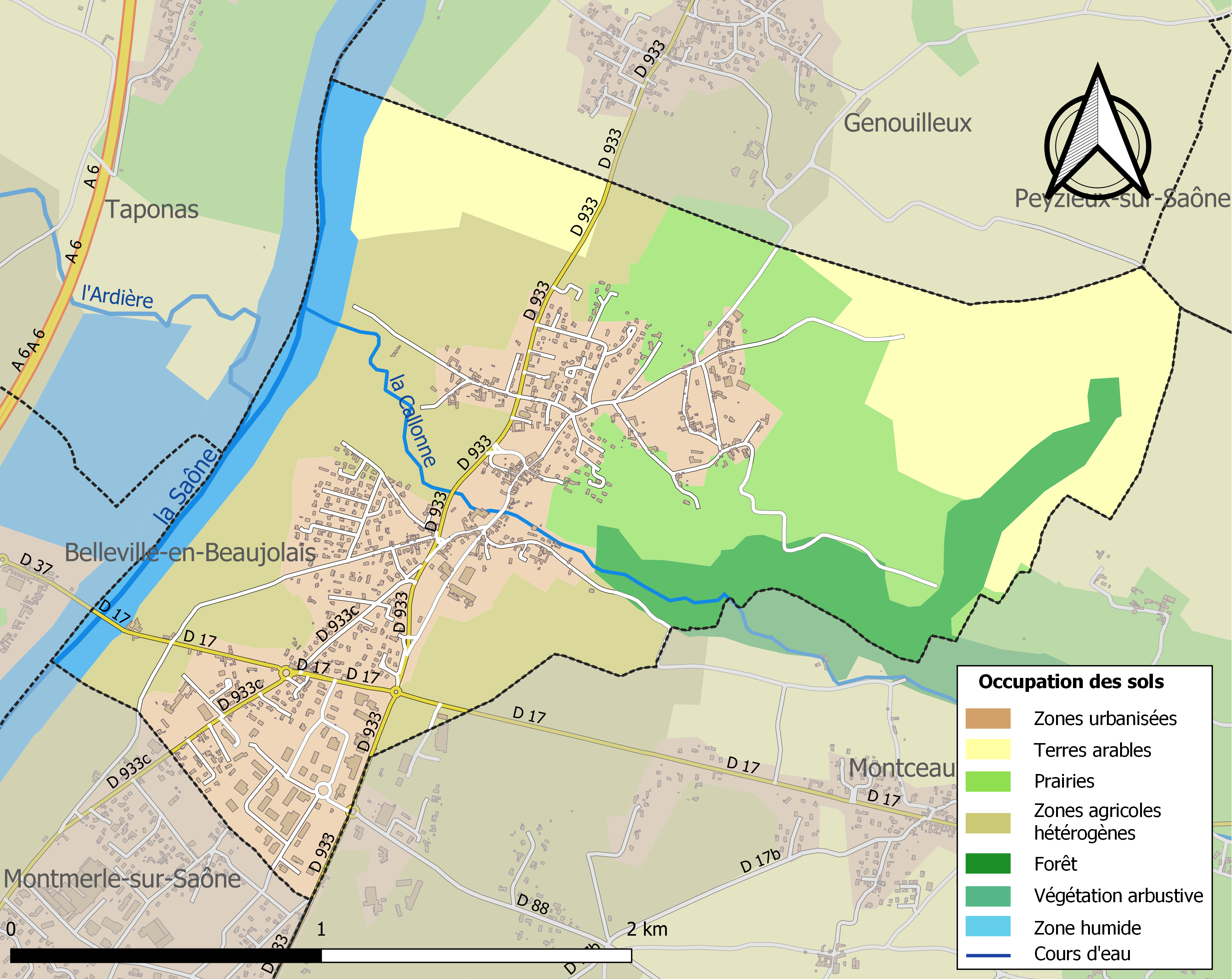
Carte des infrastructures et de l'occupation des sols de la commune en 2018 (CLC).

## Histoire
En 1904, un pont métallique entre Guéreins et Belleville a connu un accident en plongeant par une de ses extrémités dans la Saône. Après l'achèvement des soutiens de maçonnerie, on avait voulu faire glisser de pile à pile, jusque sur l'autre rive, la partie du tablier du pont qui devait y trouver sa place définitive. Mais à peine le bec se fut-il appuyé sur la première pile qu'il se rompit, au cours d'un violent orage. Le pont, privé de son soutien, plongea du nez dans la Saône à une profondeur de 4 mètres.

## Politique et administration

### Découpage territorial
La commune de Guéreins est membre de la communauté de communes Val de Saône Centre, un établissement public de coopération intercommunale (EPCI) à fiscalité propre créé le 1er janvier 2017 dont le siège est à Montceaux. Ce dernier est par ailleurs membre d'autres groupements intercommunaux.
Sur le plan administratif, elle est rattachée à l'arrondissement de Bourg-en-Bresse, au département de l'Ain et à la région Auvergne-Rhône-Alpes. Sur le plan électoral, elle dépend du  canton de Châtillon-sur-Chalaronne pour l'élection des conseillers départementaux, depuis le redécoupage cantonal de 2014 entré en vigueur en 2015, et de la quatrième circonscription de l'Ain  pour les élections législatives, depuis le dernier découpage électoral de 2010.

### Administration municipale
| Période                                  | Période  | Identité             | Étiquette | Qualité                           |
| ---------------------------------------- | -------- | -------------------- | --------- | --------------------------------- |
| 1995                                     | 2001     | Pierre Felisaz       |           |                                   |
| 2001                                     | mai 2020 | Guy Morillon         |           | Retraité salarié du secteur privé |
| mai 2020                                 | En cours | Claude Cleyet-Marrel |           | Ancienne cadre                    |
| Les données manquantes sont à compléter. |          |                      |           |                                   |

## Population et société

### Démographie
L'évolution du nombre d'habitants est connue à travers les recensements de la population effectués dans la commune depuis 1793. Pour les communes de moins de 10 000 habitants, une enquête de recensement portant sur toute la population est réalisée tous les cinq ans, les populations de référence des années intermédiaires étant quant à elles estimées par interpolation ou extrapolation. Pour la commune, le premier recensement exhaustif entrant dans le cadre du nouveau dispositif a été réalisé en 2006.
En 2022, la commune comptait 1 503 habitants, en évolution de +4,74 % par rapport à 2016 (Ain : +5,15 %, France hors Mayotte : +2,11 %).
| 1793 | 1800 | 1806 | 1821 | 1831 | 1836 | 1841 | 1846 | 1851 |
| ---- | ---- | ---- | ---- | ---- | ---- | ---- | ---- | ---- |
| 608  | 422  | 724  | 615  | 747  | 719  | 856  | 895  | 938  |

| 1856 | 1861 | 1866 | 1872 | 1876 | 1881 | 1886 | 1891 | 1896 |
| ---- | ---- | ---- | ---- | ---- | ---- | ---- | ---- | ---- |
| 877  | 797  | 807  | 731  | 695  | 672  | 632  | 607  | 574  |

| 1901 | 1906 | 1911 | 1921 | 1926 | 1931 | 1936 | 1946 | 1954 |
| ---- | ---- | ---- | ---- | ---- | ---- | ---- | ---- | ---- |
| 576  | 600  | 576  | 508  | 503  | 465  | 437  | 493  | 478  |

| 1962 | 1968 | 1975 | 1982 | 1990 | 1999  | 2006  | 2011  | 2016  |
| ---- | ---- | ---- | ---- | ---- | ----- | ----- | ----- | ----- |
| 559  | 535  | 589  | 776  | 995  | 1 065 | 1 184 | 1 341 | 1 435 |

| 2021  | 2022  | - | - | - | - | - | - | - |
| ----- | ----- | - | - | - | - | - | - | - |
| 1 495 | 1 503 | - | - | - | - | - | - | - |

### Jumelages
La commune a développé une association de jumelage avec  Bottens (Suisse) depuis 1991. Bottens est située dans le canton de Vaud.
| Bottens Guéreins |

## Culture et patrimoine

### Lieux et monuments

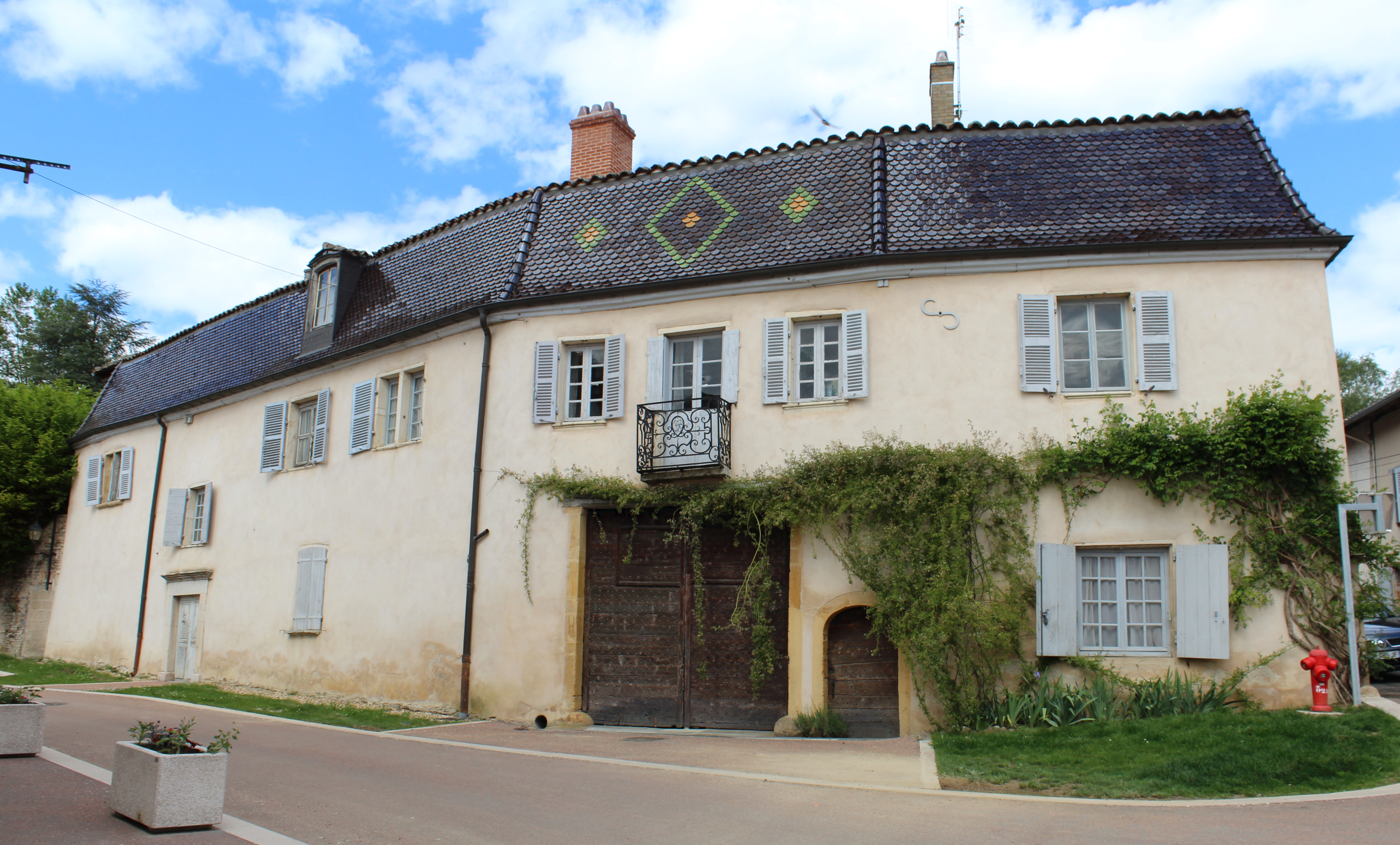
Relais de poste.

- Le relais de poste fait l'objet d'une inscription au titre des monuments historiques depuis 1981[22].

- L'église Saint-Marcellin de Guéreins.

### Personnalités liées à la commune
- Pierre Aguétant (1890-1940), poète et écrivain de langue française, est né dans la commune de Guéreins.